# ارنستو کولی
ارنستو کولی (ایتالیایی: Ernesto Colli؛ ‏ ۱۶ مهٔ ۱۹۴۰ – ۱۹ نوامبر ۱۹۸۲) بازیگر اهل ایتالیا بود.
از فیلم‌هیی که وی در آن نقش داشته‌است، می‌توان به پیرینو، آفتی برای رهایی، جنبه خوب پائولینا، در آخرین لحظه، ارثیه مرگبار، سکس شاپ خیابان هفتم، ارواح مردگان، تنه، شیطان عاشق، دجال، مظنون، کالیبر ۹، شیاطین بال‌دار و کالبدگشایی اشاره کرد.